# Stabswachtmeister
Stabswachtmeister (StWm) ist ein Unteroffiziersdienstgrad im österreichischen Bundesheer. Als Eingangsdienstgrad der Stabsunteroffiziere ist er normalerweise der Kommandant eines Zuges oder im Stabsdienst tätig (Verwendungsgruppe M BUO 1 / Berufsunteroffizier bzw. M ZUO 1 / Zeitunteroffizier). Er kann aber auch als Führer einer Gruppe eingesetzt werden (dann häufig in der Verwendungsgruppe ZUO 2 / Zeitunteroffizier).
Der Stabswachtmeister wurde 1913 bei den berittenen Truppen der k.u.k. Armee als eigenständiger Dienstgrad eingeführt, analog dem Stabsfeldwebel der Fußtruppen. Vorher hatte er, wie der Stabsfeldwebel, einen entsprechenden Unteroffizier in Stabsfunktion bezeichnet. Ab 1915 zählte er zu den höheren Unteroffizieren, gemeinsam mit dem Offiziersstellvertreter, und wurde mit diesem in die Rangklasse XII einrangiert (vor dem „Gagisten ohne Rangklasse“). Bei der Jägertruppe war die entsprechende Bezeichnung Stabs-Oberjäger, bei der Artillerie Stabs-Feuerwerker. Mit Gründung des Bundesheeres im März 1920 kam der Stabswachtmeister in allen Waffengattungen in Gebrauch; der Dienstgrad Stabsfeldwebel bei den Fußtruppen entfiel.
| Niedrigerer Dienstgrad Oberwachtmeister                                                                              | Dienstgrad Stabswachtmeister | Höherer Dienstgrad Oberstabswachtmeister |
| Einordnung: Rekruten – Chargen – Unteroffiziere – Offiziere Alle Dienstgrade auf einen Blick: Bundesheer-Dienstgrade |                              |                                          |

## Deutschland
Der Polizei-Stabswachtmeister kam Anfang/Mitte 1935 in den kasernierten Bereitschafts- bzw. Landespolizeien der deutschen Reichsländer auf, wie bspw. in der Bayerischen Landespolizei. Er rangierte hinter dem Oberwachtmeister/Truppwachtmeister und vor dem Unterwachtmeister. Bei Überführung des Länderpolizei-Personals in Heer und Luftwaffe der Wehrmacht reihte man die bisherigen Polizei-Stabswachtmeister als Gefreite ein oder, falls sie auf mehr sechs Jahre Polizeidienst zurückblickten, als Obergefreite. Das Dienstgradabzeichen der Landespolizei glich jenem der Wehrmachts-Gefreiten bzw. -Obergefreiten: zwei bis drei, mit der Spitze nach unten weisende Winkel aus Aluminiumtresse, auf dem linken Oberärmel des Tuchrocks.
Davon in Aufgabe und Funktion zu unterschieden war der Stabswachtmeister der Wehrmacht, der 1938 in Kavallerie und Artillerie eingeführt wurde, gleichzeitig mit dem Stabsfeldwebel der Infanterie.
| Dienstgrad                  |                                    |                 |
| niedriger: Oberwachtmeister | Stabswachtmeister (Stabsfeldwebel) | höher: Leutnant |

In der deutschen Bundeswehr gibt es diesen Rang nicht, jedoch würde ihm hier in etwa der StFw OR-8 entsprechen.